# Isolde Kurz

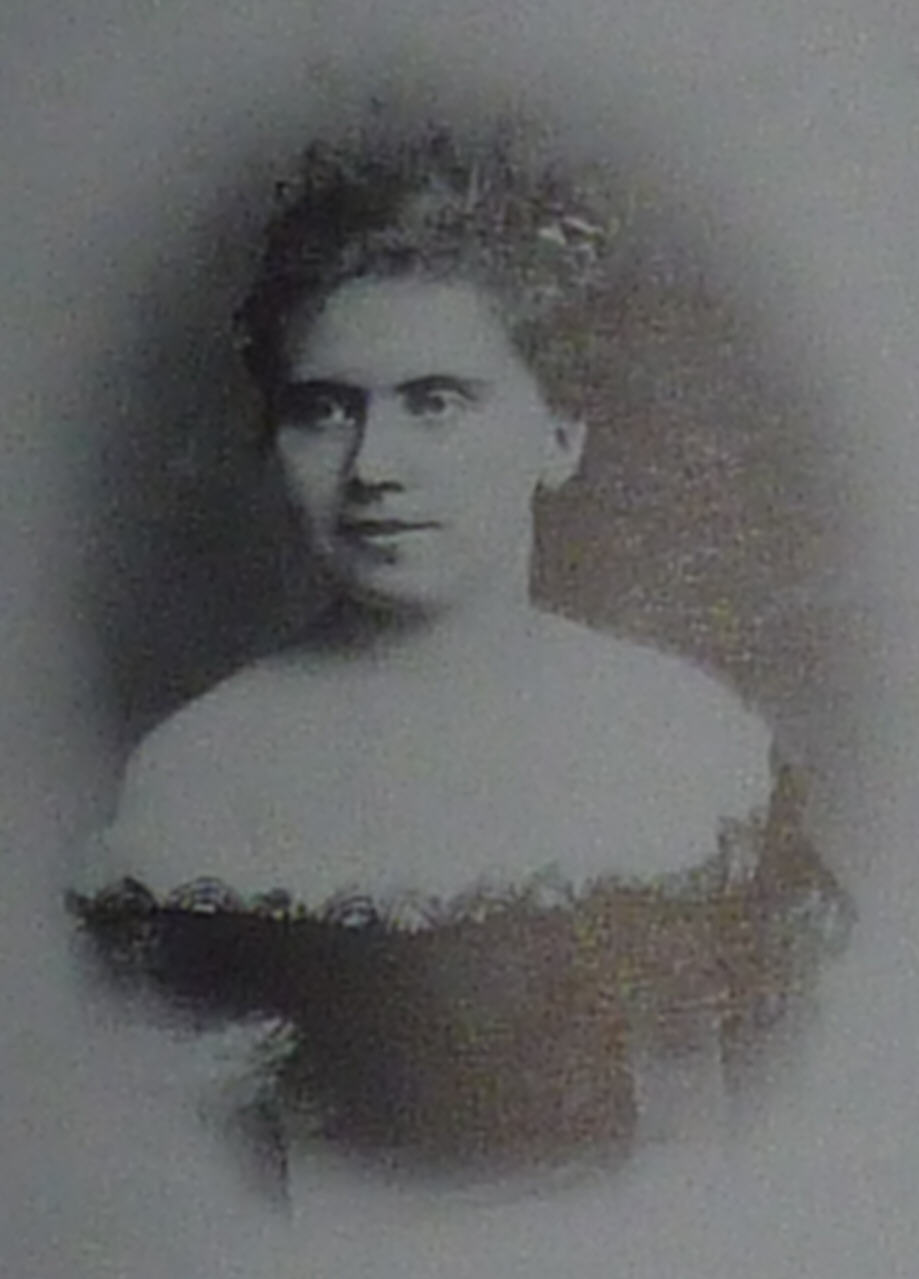
Isolde Kurz um 1870

Isolde Maria Klara Kurz (* 21. Dezember 1853 in Stuttgart; † 6. April 1944 in Tübingen) war eine deutsche Schriftstellerin und Übersetzerin. Mit ihren Gedichten (1888) und Neuen Gedichten (1903) genießt sie in Deutschland hohes Ansehen unter den Lyrikern. Ihre Kurzgeschichten – Florentiner Novellen (1890), Phantasien und Märchen (1890), Italienische Erzählungen (1895) und Von Dazumal (1900) – zeichnen sich durch ein feines Formgefühl und einen klaren Stil aus.

## Leben
Isolde Kurz wurde als zweites von fünf Kindern und einzige Tochter des Schriftstellers und Bibliothekars Hermann Kurz und dessen Frau Marie Kurz, geb. Freiin von Brunnow, geboren. Marie Kurz entstammte einem alten Adelsgeschlecht und war eine Ururgroßnichte des Prälaten Friedrich Christoph Oetinger und Urenkelin von dessen Neffen, Oberst Heinrich Reinhard Ritter und Edler von Oetinger (1738–1796).
Marie Kurz unterrichtete ihre Tochter selbst. In Stuttgart lebte Isolde fünfeinhalb Jahre, bis die Familie im Frühjahr 1859, nach zwei Umzügen innerhalb Stuttgarts, nach Oberesslingen zog. Ihre dortige Kindheit schilderte sie später als idyllisch, jedoch nicht frei von Konflikten zwischen dem freigeistigen Lebens- und Erziehungsstil ihrer Eltern und den bodenständigen Anschauungen der Dorfbevölkerung.
Einige Zeit nach dem Tod ihres Vaters im Jahr 1873 übersiedelte Isolde Kurz nach München, wo ihr Bruder Erwin als Kunststudent lebte, um dort ihren Lebensunterhalt mit Übersetzungen und Sprachunterricht zu bestreiten. Ludwig Pfau, ein naher Freund ihrer Eltern, „erwies mir nun den Liebesdienst, mich in die Münchner Schriftsteller- und Künstlerkreise einzuführen“, wie sie über vier Jahrzehnte später aufschrieb. Vor allem befreundete sie sich durch Pfaus Vermittlung mit Charlotte und Robert von Hornstein und Rosalie Braun-Artaria und verkehrte im Haus von Paul Heyse, einem weiteren Freund ihrer Eltern.

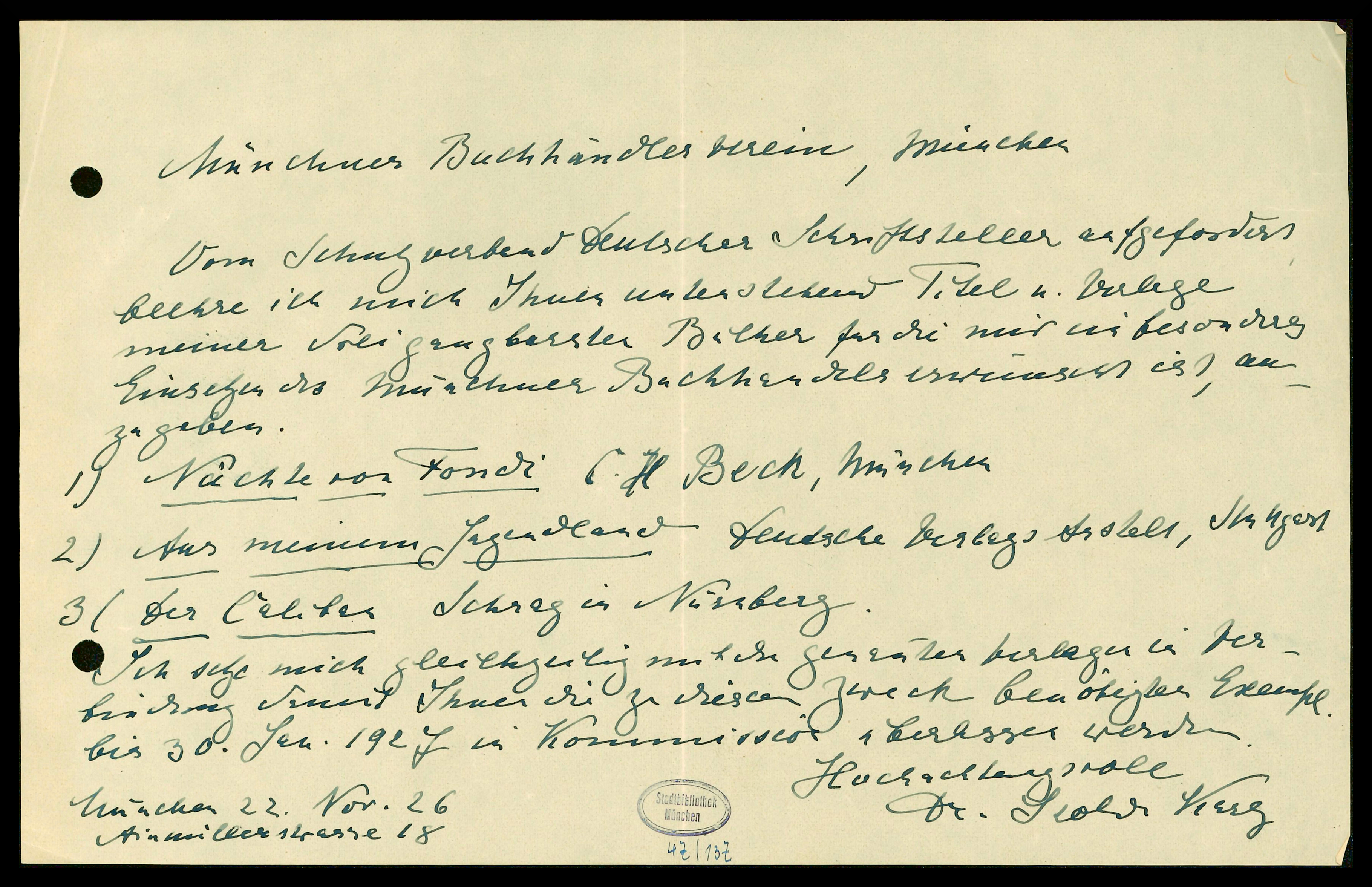
Brief von Isolde Kurz von 22. November 1926

Von ihrem ersten Honorar ließ Isolde Kurz auf dem Alten Friedhof in Tübingen ein Marmordenkmal für ihren Vater errichten. Ein Jahr darauf folgte sie gemeinsam mit der Mutter und dem jüngsten Bruder einer Einladung ihres Bruders Edgar nach Italien. Dieser hatte sich kurz zuvor in Florenz als Arzt niedergelassen und führte eine Praxis.
Zwischen 1877 und 1912 wurde für 35 Jahre Florenz zu ihrem Hauptwohnsitz. In Italien verkehrte sie unter anderem mit Adolf von Hildebrand, Hans von Marées, Arnold Böcklin und Jacob Burckhardt, las am Damentisch der Biblioteca Nazionale Jacob Burckhardts Kultur der Renaissance in Italien, durchwanderte mit einem Lehrer und Künstler namens Althofen die Galerien und plante, mit ihm gemeinsam einen Cicerone zu verfassen.
Nach dem plötzlichen Tod Althofens formte sie aus dem recherchierten Stoff ihre Florentiner Novellen, die 1890 bei Cotta verlegt wurden.
Dies war ihre dritte selbstständige Publikation. Im Jahre 1888 hatte sie bereits ihren ersten Band mit Gedichten veröffentlicht und gleichfalls 1890 bei Göschen in Stuttgart die gesammelten „Phantasien und Märchen“, die zuerst in Zeitschriften erschienen waren. Im Seebad Forte dei Marmi lernte sie Eleonora Duse und den Schriftsteller Gabriele D’Annunzio kennen.
Im Jahre 1904 gab sie zwei Gedichtbände ihres knapp ein Jahr älteren Bruders, des Mediziners und Lyrikers Edgar Kurz, heraus, der im selben Jahr verstorben war.
Nach 1905 lebte sie mit der Mutter, die sie bis zu deren Tod im Jahre 1911 pflegte, abwechselnd in München und im Seebad Forte dei Marmi.

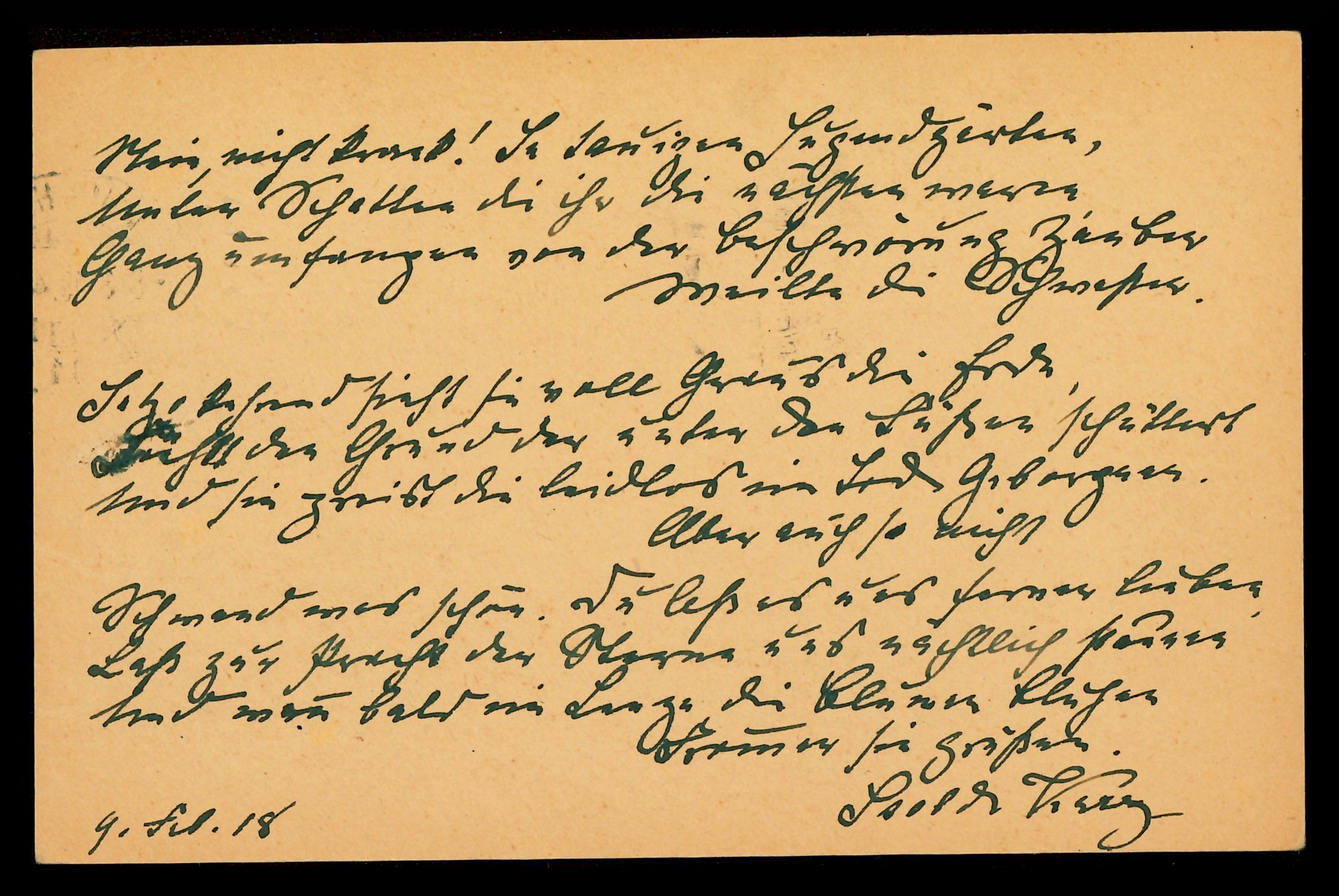
Gedicht (ohne Titel) von Isolde Kurz

Im Jahr 1911 kehrte ihr Jugendfreund Ernst von Mohl als Witwer aus Russland zurück und stand ihr bis zu seinem Tode im Jahre 1929 als Lebensgefährte zur Seite. Gemeinsam unternahmen sie 1912 eine Reise nach Griechenland. Ab 1912 nahm sie ihren Wohnsitz in München. Direkt bei der Gründung des Münchner Schriftstellerinnen-Vereins 1913 trat sie ihm bei. Im Juni 1933 wurde Isolde Kurz in die nach dem Willen der NSDAP neu strukturierte Preußische Akademie der Künste berufen. Nach Ansicht des Literaturkritikers Tilman Krause hatte Kurz in der Zeit des Nationalsozialismus kaum Schwierigkeiten, „sich auf den ‚neuen Geist‘ einzuschwingen“. Dabei ist ihr Verhältnis zum nationalsozialistischen Regime durchaus ambivalent. Die Eloge zum 50. Geburtstag des Führers schrieb sie nur auf Druck des Präsidenten der Reichsschrifttumskammer Hanns Johst. In ihren Kalender notierte sie: „Den ganzen Tag schwer bedrängt durch das von der Reichsschrifttumskammer aufgelegte Führergedicht, weil ich sehe, daß ich mich der Aufgabe nicht entziehen kann.“ Bereits Theodor Heuss regte zu ihrem achtzigsten Geburtstag in seinem Brief vom 24. November 1933 an Otto Meißner („Anregung an die Präsidialkanzlei“) die offizielle Ehrung von Isolde Kurz an. Erst zehn Jahre später empfing sie aus Joseph Goebbels’ Hand die von Hindenburg gestiftete Goethe-Medaille. Obwohl sie also durchaus eine anerkannte Schriftstellerin im Dritten Reich blieb, hatte sie zuvor das französische Manifest gegen „Auswüchse des Nationalismus, für Europa und für die Verständigung zwischen Frankreich und Deutschland“ (1931) ebenso unterzeichnet wie die Aufrufe „Gegen den Antisemitismus“ und „Für die Ächtung der Kriegsmittel“ (Mai 1930).
Isolde Kurz verstarb in der Nacht vom 5. zum 6. April 1944. Sie wurde auf dem Tübinger Stadtfriedhof beigesetzt.
Ihre Bibliothek befindet sich als Depositum des Kulturamts Stuttgart im Deutschen Literaturarchiv Marbach.

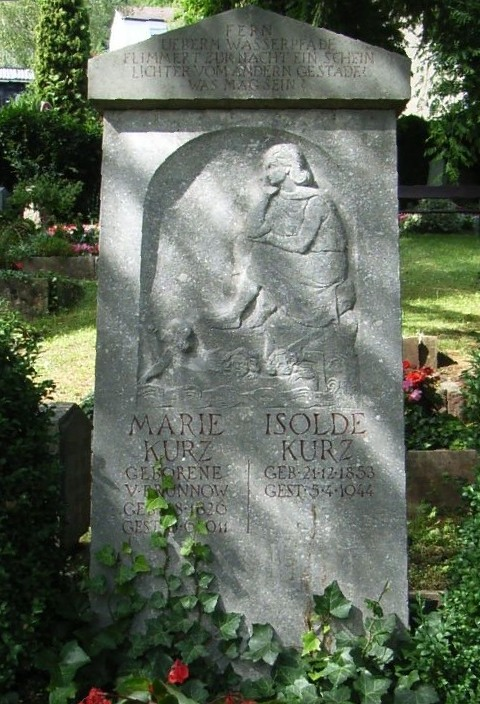
Grab auf dem Stadtfriedhof Tübingen

## Ehrungen
- 1911 Ebner-Eschenbach-Preis, erste Preisträgerin[11]
- 1913 Ehrendoktor Dr. phil. h. c., als  erste Frau von der Universität Tübingen
- 1943 Goethe-Medaille für Kunst und Wissenschaft
- Isolde-Kurz-Straße in München-Bogenhausen, in Münster-Nienberge, Kirchheim unter Teck und in Stuttgart
- Isoldenstraße in Tübingen Südstadt
- Isolde-Kurz-Gymnasium in Reutlingen.
- In Stuttgart erinnert in der Paulinenstraße 15 eine Tafel an sie.[12]

## Übersetzungen
- Ippolito Nievo: Erinnerungen eines Achtzigjährigen. Ins Deutsche übertragen von I. Kurz. 2 Theile. Grunow, Leipzig 1877
- Prosper-Olivier Lissagaray: Geschichte der Commune von 1871. Autorisierte deutsche Ausgabe und von dem Verfasser vervollständigt. W. Bracke jr., Braunschweig 1877[13]
- Marchesa Colombi: Ein Ideal. Roman. Autorisierte Bearbeitung nach dem Italienischen von Isolde Kurz. Engelhorn, Stuttgart 1885
- Giovanni Verga: Ihr Gatte. Roman. Autorisierte Bearbeitung nach dem Italienischen von Isolde Kurz.  Engelhorn, Stuttgart 1885
- Francesco De Renzis: Auf Vorposten und andre Geschichten. Autorisierte Uebersetzung aus dem Italienischen von I. Kurz. Engelhorn, Stuttgart 1891

## Bibliografie
- Gedichte. J. Huber, Frauenfeld 1888 (im Internet-Archiv, 2. Auflage, Göschen, Stuttgart 1891, dito, dito, 4. 5. Auflage, Cotta Nachfolger, Stuttgart Berlin 1906).
- Phantasieen und Märchen. G. J. Göschen, Stuttgart 1890 (im Internet-Archiv).
  - daraus Charles Marshall Poor (Hrsg.): Zwei Märchen. Oxford University Press, New York 1914 (im Internet-Archiv, dito).
- Florentiner Novellen. G. J. Göschen, Stuttgart 1890 (bei Google Books, 2. Auflage 1893, 3. Auflage, Cotta Nachfolger, Stuttgart Berlin 1905, 4. 5. Auflage 1908, 8.–10. Auflage 1920, dito).
  - daraus A. Vœgelin (Hrsg.): Die Humanisten. Macmillan, London 1900 (im Internet-Archiv, Neuauflage, New York 1910, dito, dito).
- Italienische Erzählungen. G. J. Göschen, Stuttgart 1895.
- Von dazumal. Erzählungen. Gebrüder Paetel, Berlin 1900 (im Internet-Archiv, dito, 2. Auflage, Deutsche Verlags-Anstalt, Stuttgart Berlin 1919, dito). Neuausgabe: Rainer Wunderlich, Tübingen 1935.
- Unsere Carlotta. Hermann Seemann Nachfolger, Leipzig 1901 (Neudruck Rainer Wunderlich, Tübingen 1934).
- Die Stadt des Lebens: Schilderungen aus der Florentinischen Renaissance. Hermann Seemann Nachfolger, Leipzig 1902 (4. Auflage, Cotta Nachfolger, Stuttgart Berlin 1907, dito).
- Frutti di mare: zwei Erzählungen. Hermann Seemann Nachfolger, Leipzig 1902.
- Genesung, Sein Todfeind – Gedankenschuld. Erzählungen. Hermann Seemann Nachfolger, Leipzig 1902 (Cotta Nachfolger, Stuttgart Berlin).
- Im Zeichen des Steinbocks: Aphorismen. Georg Müller, München Leipzig 1905 (im Internet-Archiv, Neudruck Rainer Wunderlich, Tübingen 1927).
- Neue Gedichte. J. G. Cotta Nachfolger, Stuttgart Berlin 1905 (im Internet-Archiv, dito, dito).
- Hermann Kurz: Ein Beitrag zu seiner Lebensgeschichte. Georg Müller, München Leipzig 1906 (im Internet-Archiv, 2. Auflage, Deutsche Verlags-Anstalt, Stuttgart Berlin 1919, 3. Auflage 1920, Neudruck Das Leben meines Vaters. Rainer Wunderlich, Tübingen 1929).
- Lebensfluten: Novellen. J. G. Cotta Nachfolger, Stuttgart Berlin 1907 (im Internet-Archiv).
- Die Kinder der Lilith. Ein Gedicht. J. G. Cotta Nachfolger, Stuttgart Berlin 1908 (im Internet-Archiv, dito, dito).
- Florentinische Erinnerungen. Georg Müller, München 1910 (5. 6. Auflage, Deutsche Verlags-Anstalt, Stuttgart Berlin 1919, Neudruck Rainer Wunderlich, Tübingen 1937).
- Wandertage in Hellas. Georg Müller, München 1913 (im Internet-Archiv, Neudruck Rainer Wunderlich, Tübingen 1934).
- Deutsches Schwert 1914. Gesang für Barÿton oder einstimmigen Männerchor mit Orchesterbegleitung. komponiert von Peter Gast, Text: Isolde Kurz.
- Cora und andere Erzählungen. Georg Müller, München 1915 (Inhaltsverzeichnis).
- Schwert aus der Scheide: Gedichte. Eugen Salzer, Heilbronn 1916 (im Internet-Archiv, dito).
- Aus meinem Jugendland. Deutsche Verlags-Anstalt, Stuttgart Berlin 1918 (im Internet-Archiv, 1919, 1920, dito, dito).
- Deutsche und Italiener: Ein Vortrag. Deutsche Verlags-Anstalt, Stuttgart Berlin 1919.
- Traumland. Deutsche Verlags-Anstalt, Stuttgart Berlin 1919.
- Legenden. Deutsche Verlags-Anstalt, Stuttgart Berlin 1920 (im Internet-Archiv).
- Nächte von Fondi: Eine Geschichte aus dem Cinquecento. C. H. Beck, München 1922 (im Internet-Archiv, dito, dito).
- Die Liebenden und der Narr. Eine Renaissance-Novelle. J. L. Schrag, Nürnberg 1924.
- Vom Strande. Novellen. Eugen Salzer, Heilbronn 1924 (Inhaltsverzeichnis).
- Der Caliban. J. L. Schrag Verlag, Nürnberg 1925.
- Der Despot. Georg Müller, München 1925.
- Gesammelte Werke (6 Bände), 1925 (UB Paderborn).
- Meine Mutter. Rainer Wunderlich, Tübingen 1926 (Digitalisat).
- Leuke. Ein Geisterspiel. Georg Müller, München 1926 (200 Exemplare, signiert).
- Die Stunde des Unsichtbaren. Seltsame Geschichten. Grethlein & Co., Leipzig 1927 (Inhaltsverzeichnis).
- Aus frühen Tagen. Erzählungen. Vaterländische Verlags- und Kunstanstalt, Berlin 1928.
- Solleone. Eine Geschichte von Liebe und Tod. Erzählung. Insel, Leipzig 1928.
- Ein Genie der Liebe. Dem toten Freund zur Wohnstatt. Rainer Wunderlich, Tübingen 1929 (Neudruck 1937).
- Der Ruf des Pan. Zwei Geschichten von Liebe und Tod. Rainer Wunderlich, Tübingen 1929.
- Vanadis. Der Schicksalsweg einer Frau. Rainer Wunderlich, Tübingen 1931.
- Der Meister von San Francesco. Ein Buch der Freundschaft. Rainer Wunderlich, Tübingen 1931.
- Gedichte: Aus dem Reigen des Lebens. Rainer Wunderlich, Tübingen 1933.
- Die Nacht im Teppichsaal. Erlebnisse eines Wanderers. Rainer Wunderlich, Tübingen 1933.
- Die Liebenden und der Narr. Mit Zeichnungen von Gunter Böhmer. Rainer Wunderlich, Tübingen 1935.
- Gesammelte Werke (6 Bände), Rainer Wunderlich, Tübingen 1935.
- Die Pilgerfahrt nach dem Unerreichlichen. Lebensrückschau. Rainer Wunderlich, Tübingen 1938.
- Gesammelte Werke (8 Bände), 1938.
- Das Haus des Atreus. Rainer Wunderlich, Tübingen 1939.
- Singende Flamme. Gedichte. Rainer Wunderlich, Tübingen 1948.
- Ein Splitter vom Paradies, Erzählungen und Erinnerungen aus dem Florenz der Jahrhundertwende. Hohenheim Verlag, Stuttgart/Leipzig 2003 (Auswahlband).
- Wegwarte: 50 zeitlose Gedichte. Martin Werhand Verlag, Melsbach 2016